# 喬治·西米翁
乔治-尼古拉·西米翁（羅馬尼亞語：George-Nicolae Simion，發音：[dʒe̯ordʒe nikoˈla.e simiˈon]；1986年9月21日—）是罗马尼亚政治家和公民活动家。他是罗马尼亚人团结联盟的创始人和主席，该党自2024年以来一直是议会两院的第二大党。他曾參選2025年羅馬尼亞總統選舉。
西米翁曾就读于格奥尔基·拉扎尔国立学院、布加勒斯特大学和亚历山大·伊万·库扎大学，并在后者获得历史学硕士学位。毕业后，他开始为摩尔多瓦和罗马尼亚的统一而奔走，并为此创建和组织了著名的协会和活动，例如“行动 2012”和“百年游行”，还参加了几次支持摩尔多瓦人权利的抗议活动。因此，他过去曾多次被禁止进入摩尔多瓦，目前他因不受欢迎而被禁止进入该国。
2019年，西米翁作为独立候选人参加了罗马尼亚欧洲议会选举，获得了117,141张选票。此后，他于2019年12月成立了罗马尼亚人团结联盟，并担任主席。该党在2020年议会选举中获得9%的选票，随后在2024年获得18%的选票，引起了国内外的关注。

## 早年生活和教育
西米翁1986年9月21日出生于罗马尼亚社会主义共和国弗朗恰县首府福克沙尼，父母都是经济学家； 他的父亲在罗马尼亚开发银行工作。1995年，九岁的西米翁参加了罗马尼亚第一家麦当劳餐厅的开业典礼，后来他回想起这件事，认为它形成了他对西方资本主义对后共产主义罗马尼亚社会的影响的看法。
他在布加勒斯特的格奥尔基·拉扎尔国立学院完成了中学教育，并于2005年毕业。西蒙就读于布加勒斯特大学工商管理学院，并于2008年获得学士学位。为了进一步深造，他在位于摩尔多瓦历史地区的雅西的亚历山大·伊万·库扎大学学习，并于2010年获得历史学硕士学位，他的科研课题是“共产主义罪行”。在学术期间，西米翁积极参与宣传罗马尼亚历史和文化的学生组织。